# ラミブジン
ラミブジン（Lamivudine、2',3'-ジデオキシ-3'-チアシチジン、略称：3TC）は、抗レトロウイルス効果を持つ逆転写酵素阻害薬（NRTI）の一つである。商品名は、B型肝炎治療薬としてゼフィックス、HIV感染症/AIDS治療薬としてエピビル。
WHO必須医薬品モデル・リストに収載されている。

## 効能・効果

### B型肝炎
HBe抗原陽性のB型肝炎のセロコンバージョンを向上させ、また肝臓の組織学的病期分類を改善する。ラミブジンの長期使用は耐性B型肝炎ウイルス（YMDD）突然変異体の出現に繋がるが、忍容性が高いので広く用いられる。2004年に肝機能を改善するのみならず肝不全・肝細胞癌リスクも低下させることが報告された。

### HIV感染症
HAART療法の1剤として用いられる。単剤で用いることはできない。

## 耐性

### B型肝炎ウイルス
B型肝炎の場合は、最初のラミブジン耐性は、HBV逆転写酵素遺伝子座の配列YMDD（チロシン-メチオニン-アスパラギン酸-アスパラギン酸）の変異として報告された。HBV逆転写酵素は344個のアミノ酸からなり、ウイルスコドンの349番から692番に記述されている。最も頻繁に見られる変異形は、M204V/I/Sである。YMDDからYIDD（I：イソロイシン）への変異では逆転写酵素の転写エラーは3.2倍減少し、増殖抑制が解除される。他にはL80V/I、V173L、L180M変異が知られている。

### HIV
HIVでは、逆転写酵素のM184V/I変異が高耐性に関与していることが報告された。M184V変異はウイルスの適合性（fitness）を低下させるとされる。ラミブジンの長期服用中にはHIVが再増殖するがウイルス量は大変低く、服用を中止するとM184V変異が速やかに失われウイルスが大量に増殖し始めるので、耐性株に対してもラミブジン治療の継続が有効であるとの主張がある。しかしCOLATE臨床試験は、ラミブジン耐性株を持つ患者への投与継続が無意味であることを示している。データをより良く解釈すると、M184V変異株に対してもラミブジンは部分的な有効性を有していると言い得る。

## 副作用
治験時の副作用発現率は、B型肝炎で74.3%:36、B型肝硬変で46.7%、HIVで71.4%であった。主な副作用は、頭痛、倦怠感、貧血、空腹時血糖値上昇、嘔気、食欲不振等であった。
重大な副作用として、B型肝炎治療薬では
- 血小板減少（0.78%）と横紋筋融解症（頻度不明）

が、HIV感染症治療薬では
- 赤芽球癆（0.03%）、汎血球減少（0.6%）、貧血（6.1%）、白血球減少（2.2%）、好中球減少（0.8%）、血小板減少（1.2%）、
- 膵炎（0.3%）、心不全（0.1%）、乳酸アシドーシス（0.5%）、脂肪沈着性重度肝腫大（脂肪肝）（0.3%）、横紋筋融解症（0.1%）、ニューロパシー（0.8%）、錯乱（頻度不明）、痙攣（0.1%）

が添付文書に記載されている。

## 作用機序
ラミブジンはシチジンのアナログである。B型肝炎ウイルスの逆転写酵素を阻害するほか、1型および2型双方のHIV逆転写酵素を阻害する。リン酸化された活性代謝物は、ウイルスDNAの構成を競合阻害してDNAの伸長を停止させる。3'位の水酸基（-OH）がない事で、ヌクレオシドアナログはDNA鎖の重要な構成要素である5'-3'ホスホジエステル結合ができないので、DNAはそれ以上伸びることができない。
ラミブジンは経口投与された後速やかに吸収される。生物学的利用能は8割以上である。一部の研究では、ラミブジンは血液脳関門を通過することが示されている。ラミブジンは通常、高い相乗効果を持つジドブジン（ZDV）と併用される。ラミブジンによりHIV-ZDV耐性株のZDV感受性が回復する。ラミブジンはマウスやラットを用いたin vivo 実験では、ヒトに用いる用量を10回から58回投与したところ、発癌性や変異原性を示さなかったという。

## 開発の経緯
ラセミ体であるBCH-189（(-)-体がラミブジンである）が1988年に合成され、1989年に(-)-エナンチオマーが単離された。AZT（ジドブジン、ZDV）との併用時の毒性が研究され、ラミブジン（(-)-体）の毒性が低く逆転写酵素の阻害能が高いことが明らかにされた。ラミブジンとジドブジンを併用する事でHIVの遺伝子合成阻害能について有用性が増加した。その結果、ラミブジンは他の抗レトロウイルス薬よりもミトコンドリアDNAへの毒性が相対的に低くなった。
米国で食品医薬品局（FDA）に1995年11月にジドブジン（AZT）との併用を条件に承認され、2002年に1日1回の用法・用量が承認された。日本では1997年2月に承認された。米国では5番目の逆転写酵素阻害薬であった（日本では4番目）。
2014年9月、エボラ出血熱にラミブジンが有効であると報告された。治療を受けた15名の内13名（症状が現れてから3〜5日目に服用開始）が生存し、ウイルスが消失した事が確認された。残り2名（5日目以降に服用開始）は死亡した。

## 合剤
HIV感染症治療薬としてラミブジンを含む合剤が3種類市販されている。
- コンビビル配合錠（英語版）：ジドブジンとの合剤
- エプジコム配合錠（英語版）：アバカビルとの合剤
- トリーメク配合錠（英語版）：ドルテグラビル・アバカビルとの3種合剤